# NGC 5314
NGC 5314 (również PGC 48810) – galaktyka spiralna (S), znajdująca się w gwiazdozbiorze Małej Niedźwiedzicy. Odkrył ją Lewis A. Swift 8 kwietnia 1886 roku.